# Rosa Maria Segale
Rosa Maria Segale, nota come Suor Blandina o sister Blandina Segale, (Cicagna, 23 maggio 1850 – Cincinnati, 23 febbraio 1941), è stata una religiosa e missionaria italiana vissuta dalla seconda metà dell'Ottocento e fino agli anni 1930 negli Stati Uniti.
È conosciuta come la suora del Far West e durante la sua opera di missionaria ebbe modo di conoscere, fra gli altri, Billy the Kid e capi dei nativi americani delle tribù Apache e Comanche.

## Carteggio
La sua vita di religiosa nelle zone a est del Rio Grande e a sud delle Sangre de Cristo Mountains (nella Contea di Santa Fe, Nuovo Messico) è stata da lei stessa raccontata attraverso il diario At the End of the Santa Fe Trail (pubblicato la prima volta nel 1932, poi da Bruce Publishers, Milwaukee, Wisconsin, 1948), basato sulle lettere da lei scambiate con la sorella Giustina, anch'essa religiosa in Ohio, con cui intrattenne un lungo rapporto epistolare (il volume è stato pubblicato in Italia a metà degli anni novanta con il titolo Una suora italiana nel West).
Il carteggio era stato pubblicato una prima volta sotto forma di diario destinato alla consorelle su una rivista cattolica statunitense.

## Biografia

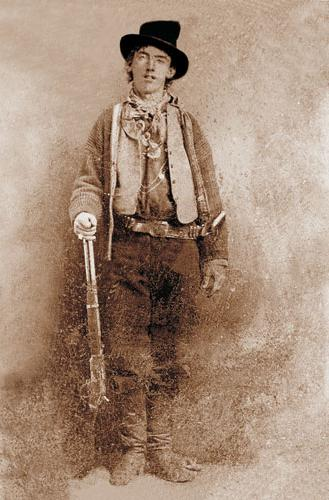
Una rara immagine di Billy the Kid. La vita del fuorilegge è stata commentata da sister Blandina nel suo diario At the End of the Santa Fe Trail

Trasferitasi all'età di quattro anni con la famiglia a Cincinnati, l'8 dicembre 1868 prese i voti entrando nel convento delle suore della Carità con il nome di Blandina in memoria di santa Blandina, martire nel 177 durante il regno di Marco Aurelio. Insegnava nelle scuole di Steubenville e Dayton quando, a ventidue anni, il 27 novembre 1872, fu inviata come missionaria a Trinidad, in Colorado.
Viaggiando da sola per sentieri polverosi su ferrovia e diligenza nelle terre inesplorate del lontano sud-ovest raggiunse Trinidad, centro minerario di frontiera, il 9 dicembre di quell'anno. La prima cosa contro cui si batté fu la regola del linciaggio, la giustizia sommaria che veniva praticata all'epoca in quei luoghi. Nel West ebbe contatti con banditi che infestavano le praterie che presto sarebbero state abitate dai coloni. Dei fuorilegge seppe sempre cogliere soprattutto gli aspetti umani, tipico in questo senso il suo rapporto con loro basato su autorevolezza e senso pratico; quando seppe che un componente della banda di Billy the Kid era stato ferito gravemente, e lasciato solo a morire in una baracca, questo per Blandina fu intollerabile, andò da lui e chinata sul ferito disse duramente: vedo che con la testa dura che ti ritrovi non riuscirebbero ad ammazzarti neppure con un colpo alla testa; quindi iniziò a curarlo senza dir altro, e lo salvò. In seguito lui disse: nello stato in cui ero, se lei mi avesse parlato di pentimento o di preghiere, nonostante avessi tanto male la avrei mandata a quel paese, invece semplicemente mi salvò la vita..

## Sulla via di Albuquerque e Santa Fe
Nel dicembre del 1873 ricevette una comunicazione dalla sua madre superiora con cui le veniva annunciato il suo trasferimento a Santa Fe: in quella città la religiosa fece edificare, pur nella scarsità dei mezzi, scuole ed orfanotrofi, continuando a visitare le miniere della zona e i cantieri di costruzione della ferrovia. Raccolse contestualmente fondi per la costruzione dello St. Vincent Hospital e per la cura degli indigenti. Visitò e curò Billy the Kid ed altri prigionieri rinchiusi nel principale carcere del New Mexico.
Nel 1882 le venne affidata la ricostruzione del distrutto convento di Albuquerque. Invano tentò in quella località di costruire un ospedale cosicché fu richiamata nel 1889 a Trinidad, dove le era stato nel frattempo contestato il diritto di insegnare, come religiosa, nella locale scuola. Alle accuse, rispose che la Costituzione degli Stati Uniti le consentiva di insegnare pur indossando l'abito religioso. Tuttavia, l'ostracismo nei suoi confronti ebbe la meglio tanto che dovette tornare nuovamente ad Albuquerque dove, nel 1901, avrebbe portato a termine l'edificazione dello St. Joseph Hospital. Tornata, ormai anziana, a Cincinnati, lavorò fino alla morte fra la comunità degli immigrati italiani.
Rosa Maria Segale - sister Blandina per gli abitanti della città della Santa Fede - si batté a lungo contro le ingiustizie compiute ai danni dei nativi americani, di cui fu paladina nel sostegno dei diritti civili e dei quali scrisse:

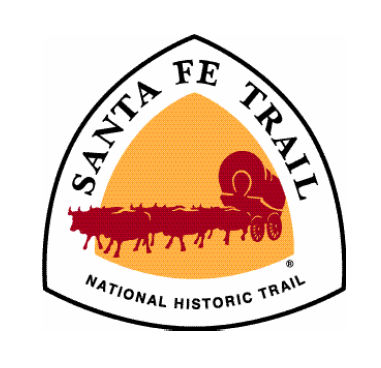
Stemma del Santa Fe Trail

Nelle sue lettere fece cenno anche del Kid, di cui riferì che
Quando seppe della sua morte, annotò:

## Conoscenza di suor Blandina
In Italia la vicenda umana di suor Blandina non è molto conosciuta. È arrivata alla ribalta negli anni '80 con uno studio della professoressa Donatella Aurili Ruggiero. A fine anni novanta, in circostanze abbastanza fortuite, è apparsa una ricerca avviata dalla Biblioteca di Cicagna, il piccolo centro della val Fontanabuona da cui proveniva la sua famiglia, sulle origini della suora con gli speroni. Del caso si era occupato anche con un proprio articolo il quotidiano l'Avvisatore Marittimo di Genova.
Nel giugno 2003 è stata coprotagonista nell'episodio di Magico Vento intitolato Jericho, e le è stato dedicato l'articolo nella Blizzard Gazette di quel numero. Nella posta del # 74 (Niagara, agosto 2003), Gianfranco Manfredi, creatore della serie e curatore delle rubriche, afferma che la vicenda di suor Blandina aveva suscitato molto interesse da parte dei lettori, molti dei quali chiedevano un suo ritorno.
A marzo 2023 il celebre attore italiano Mario Girotti (alias Terence Hill) ha comunicato" di aver iniziato a lavorare sul terzo film della trilogia "Trinità" che lo vide protagonista negli anni '70 con Carlo Pedersoli (alias Bud Spencer). Il titolo che potrebbe essere "Trinità, la suora e la pistola" e rappresentare vicende di fantasia di Trinità intrecciate a personaggi reali del West, come suor Blandina e Billy The Kid. 